# Индијан Спрингс (Тексас)
Индијан Спрингс (енгл. Indian Springs) насељено је место без административног статуса у америчкој савезној држави Тексас.

## Демографија
По попису из 2010. године број становника је 785.
| Група             | 2000.    | 2010.       |
| Белци             | 0 (0,0%) | 709 (90,3%) |
| Афроамериканци    | 0 (0,0%) | 2 (0,3%)    |
| Азијати           | 0 (0,0%) | 7 (0,9%)    |
| Хиспаноамериканци | 0 (0,0%) | 37 (4,7%)   |
| Укупно            | 0        | 785         |